# The Fighting Sullivans
The Fighting Sullivans is een Amerikaanse dramafilm uit 1944 onder regie van Lloyd Bacon. Destijds werd hij in Nederland uitgebracht onder de titel De vijf gebroeders. Het is een biografische film, gebaseerd op waar gebeurde feiten.

## Verhaal
De vijf Iers-Amerikaanse gebroeders Sullivan vechten samen tijdens de slag om Guadalcanal. Ze hebben een hechte band, maar hun heldenmoed en patriottisme worden op de proef gesteld door de wreedheden van de oorlog.

## Rolverdeling
| Acteur              | Personage               |
| ------------------- | ----------------------- |
| Anne Baxter         | Katherine Mary Sullivan |
| Thomas Mitchell     | Thomas F. Sullivan      |
| Selena Royle        | Alleta Sullivan         |
| Edward Ryan         | Albert Leo Sullivan     |
| Trudy Marshall      | Genevieve Sullivan      |
| John Campbell       | Francis Henry Sullivan  |
| James Cardwell      | George Thomas Sullivan  |
| John Alvin          | Madison Abel Sullivan   |
| George Offerman jr. | Joseph Eugene Sullivan  |
| Roy Roberts         | Pastoor Francis         |
| Ward Bond           | Luitenant Robinson      |